# Sebastiano Zuccato
Sebastiano Zuccato est un artiste vénitien du XVIe siècle, le premier maître de Titien qui, conscient du talent de son élève, l'envoie au peintre de la Cour, Gentile Bellini. Maître en mosaïque, il ne l'est ni en peinture ni en dessin,.